# Virginia Slims of Dallas 1985
Il Virginia Slims of Dallas 1985 è stato un torneo di tennis giocato sul sintetico indoor. È stata la 14ª edizione del torneo, che fa parte del Virginia Slims World Championship Series 1985. Si è giocato a Dallas negli USA dall'11 al 17 marzo 1985.

## Campionesse

### Singolare
Martina Navrátilová ha battuto in finale  Chris Evert con il punteggio di 6–3, 6–4

### Doppio
Barbara Potter /  Sharon Walsh hanno battuto in finale  Marcella Mesker /  Pascale Paradis con il punteggio di 5–7, 6–4, 7–6